# 아웃 오브 박스 익스피리언스
아웃 오브 박스 익스피리언스(Out-of-box experience, OOBE, /ˈuːbiː/ OO-bee)는 최종 사용자가 제품을 개봉한 후 가져가거나 디지털 배급을 위해 설치 프로그램을 실행하고 처음 사용을 준비할 때 겪는 경험이다. POS(point-of-sale) 경험이나 전문 사용자의 상호 작용 경험과는 대조적이다. 컴퓨팅에서 여기에는 컴퓨터 하드웨어 또는 소프트웨어의 초기 구성이 포함된다. 기본 경험은 일반적으로 구매자가 제품 사용을 쉽게 시작할 수 있는 것과 같이 제품이 만들어내는 첫인상이다. 하드웨어 제품의 경우 논리적이고 따르기 쉬운 지침과 우수한 제조 품질을 통해 긍정적인 OOBE를 만들 수 있다.
마이크로소프트는 특히 소프트웨어 설치 후 및 소프트웨어 제품의 최초 출시 직후에 발생하는 사용자 경험을 지칭하기 위해 이 용어를 사용한다.

## 아웃 오브 박스 실패
아웃 오브 박스 실패(Out-of-box failure, OBF 또는 OOBF)는 첫 사용 시 바로 발생하는 제품의 인식된 오류를 말한다. 컴퓨팅과 관련하여 아웃 오브 박스 오류는 컴퓨터 하드웨어 또는 소프트웨어에 설치하거나 초기 구성을 수행할 때 발생하는 즉각적인 오류 모드 또는 결함이 없는 제품을 반환하고 인수해야 하는 설치 미디어와 관련된 물리적 결함을 나타낼 수 있다. 아웃 오브 박스 실패의 원인에는 품질 관리 불량, 제품 구성 오류, 소프트웨어 관련 오류인 경우 버그/글리치가 포함된다. 특히 제품에 대한 고객 기대치가 높을 때 브랜드, 리테일러 또는 OEM의 가치에 큰 해를 끼칠 수 있다.

## 같이 보기
- 언박싱
- 아웃 오브 박스
- 데드 온 어라이벌